# Phacops
Phacops – wymarły rodzaj trylobitów żyjący w okresie sylurskim, a szczególnie liczny w dewonie. 
Opis
Dość duży trylobit (kilka cm, kilkanaście cm) o długiej, ale dość szerokiej tarczy tułowiowej złożonej z licznych segmentów, średniej tarczy ogonowej i szerokiej tarczy głowowej z bardzo wypukłą, szeroką glabellą o charakterystycznych guzkach, pokrywających też znaczną część pozostałego pancerza. Cały pancerz ma zarys prostokątny. Wzgórki oczne i oczy występują, bardzo duże. 
Znaczenie:
Skamieniałości różnych gatunków Phacops są istotnymi skamieniałościami przewodnimi w datowaniu dewonu, zwłaszcza Europy i Ameryki Północnej. 
Występowanie:
Rodzaj kosmopolityczny, znany ze wszystkich kontynentów, z wyjątkiem Antarktydy (w Afryce tylko w północnej części kontynentu). Występuje również w Polsce w Górach Świętokrzyskich i w Sudetach. 
Zasięg wiekowy
Sylur, dewon. 
Wybrane gatunki o dużej wartości stratygraficznej:
- Phacops rana USA
- Phacops cristata bombifrons, Ohio.
- Phacops schlotheimi, Niemcy.
- Phacops speculator, Maroko.
- Phacops recurvus, Gotlandia.
- Phacops latifrons, Francja.
- Phacops brocki, Australia.